# Khusf
Khūsf, (farsi: خوسف) è una città dello shahrestān di Khusf, circoscrizione Centrale, nella provincia del Khorasan meridionale. Aveva, nel 2006, una popolazione di 3.186 abitanti.